# 山崎龍明
山崎 龍明（やまざき りゅうみょう、1943年 - ）は、日本の仏教学者・真宗学者。仏教学、特に親鸞、『歎異抄』を専門とし、著書、論文、講演（法話）など多数。またオウム真理教、創価学会などの問題では、しばしばマスメディアに登場している。

## 略歴
1943年、東京都杉並区生まれ。龍谷大学文学部仏教学科真宗学専攻卒業、同大学院修士課程修了。
武蔵野女子学院中学校・高等学校宗教科教諭、本願寺教学本部講師、龍谷大学文学部、駒澤大学仏教学部非常勤講師を経て、武蔵野女子大学（現武蔵野大学）文学部日本語・日本文学科教授となる。のちに同大学仏教文化研究所所長を併任。2014年定年退職し武蔵野大学名誉教授の称号を受ける。同年株式会社佛教タイムス社第10代代表取締役社長に就任。
世界宗教者平和会議（WCRP）平和研究所副所長。東京都小平市の浄土真宗本願寺派法善寺住職、同派布教使でもある。平和・民主・革新の日本をめざす全国の会（全国革新懇）代表世話人も務める。

### 学会活動
日本印度学仏教学会、日本仏教学会、日本仏教教育学会、真宗連合学会会員。念仏者九条の会呼びかけ人。

## 著書
- 『親鸞-ひとつの異端-』 （百華苑、1976年）
- 『仏教の再生-親鸞・不退への道-』 （毎日新聞社、1984年。のち大法輪閣、2003年）
- 『歎異抄の人間像』 （大蔵出版、1991年）
- 『真宗と社会-「真俗二諦」問題を問う-』  （大蔵出版、1996年）
- 『親鸞に人の生き方を学ぶ-「他力」と「浄土の思想」がよくわかる本-』 （中経出版、2004年）
- 『目からウロコの親鸞聖人と浄土真宗』 （学研マーケティング、2006年）
- 『親鸞と浄土真宗 知れば知るほど』 （実業之日本社、2006年）
- 『 ひと目でわかる浄土真宗 』 （学研マーケティング、2005年）
- 『妻恵信尼からみた親鸞 〈上〉 - 「恵信尼消息」を読む NHKシリーズ』 （NHK出版、2004年）
- 『妻恵信尼からみた親鸞 〈下〉 - 「恵信尼消息」を読む NHKシリーズ』 （NHK出版、2005年）
- 『歎異抄を語る 〈上〉 NHKシリーズ NHKこころの時代』 （NHK出版、2006年）
- 『歎異抄を語る 〈下〉 NHKシリーズ NHKこころの時代』 （NHK出版、2006年）
- 『こころの時代 宗教・人生 歎異抄を語る DVD-B〈（6枚組）〉』 （NHKエンタープライズ、2009年）
- 『親鸞救いの言葉-生きる力がわいてくる』 （共著：奈良康明、春秋社、2009年）
- 『ポケット親鸞の教え』 （中経出版、2009年）
- 『初めての歎異抄 - 親鸞との出会い』 （NHK出版、2009年）
- 『なぜいま「仏教」なのか - 現代仏教のゆくえ』 （永岡書店、2010年）
- 『歎異抄とともに』 （永田文昌堂、2008年）
- 『親鸞救いの言葉-生きる力がわいてくる』 （永岡書店、2010年]）
- 『詳解親鸞聖人と浄土真宗 宗教書ライブラリー』 （学研マーケティング、2010年）
- 『真宗オリジナル伝道句350』 （四季社、2011年）
- 『親鸞!感動の人生学 中経の文庫』 （中経出版、2011年）
- 『浄土真宗とは』 （大法輪5月号、大法輪閣、2012年）

### 論文
- CiNii>山崎龍明
- INBUDS>山崎龍明